# Recettore AMPA
Il recettore AMPA (o recettore per il quisqualato) è un recettore post-sinaptico non-NMDA ionotropico per il glutammato (e altri composti, tra cui l'AMPA), importante per la trasmissione sinaptica eccitatoria rapida del SNC; localizzato al centro della membrana post-sinaptica, genera un EPSP (o PPSE, Potenziale Post Sinaptico Eccitatorio) che è molto rapido ma debole. È coinvolto per informazioni non destinate ad essere ricordate a lungo (memorizzate).
Il recettore AMPA fu inizialmente chiamato "recettore per il quisqualato" da Watkins e colleghi a causa dell'agonista naturale quisqualato, trovato nei semi di piante della specie Quisqualis (noce quisquala della Cambogia). Fu chiamato "recettore AMPA" in seguito alla sintesi di questo agonista selettivo da parte di Tage Honore e colleghi alla Royal Danish School of Pharmacy di Copenaghen.
L'AMPA (alfa-Amino-(3-Idrossi-5-Metil-4-isoxazol)propionato) è una molecola agonista specifica per il recettore AMPA. L'NMDA invece non ha effetto sul recettore AMPA, da cui la classificazione come recettore non-NMDA.
Il recettore AMPA è ionotropico, cioè il legame con i suoi agonisti ne provoca una modifica della forma facendolo diventare un canale aperto per il transito di specifici ioni (sodio, potassio e in alcuni casi il calcio).
Il glutammato (o acido L-glutammico) è uno dei neurotrasmettitori eccitatori più rappresentato nel sistema nervoso centrale. Esso si lega con due tipologie di recettori: ionotropico (in cui il legame recettore-neurotrasmettitore modifica direttamente la permeabilità di membrana mediante modifiche conformazionali) e metabotropico (in cui il legame recettore-neurotrasmettitore regola indirettamente l'accesso al canale, attivando una cascata di eventi con meccanismo di secondo messaggero).
Di recettori ionotropici esistono due sottoclassi: NMDA e non-NMDA, a seconda dell'agonista che li attiva. I recettori ionotropici NMDA vengono attivati sia dal glutammato che dall'NMDA (N-metil-D-aspartato); i recettori non-NMDA vengono attivati dal glutammato, quisqualato, kainato ed AMPA.